# Hot Rod – Mit Vollgas durch die Hölle
Hot Rod – Mit Vollgas durch die Hölle (Originaltitel: Hot Rod) ist eine Filmkomödie aus dem Jahr 2007 von Akiva Schaffer. Die Hauptrolle spielte Andy Samberg. 

## Handlung
Rod Kimble ist seit seiner Jugend selbsternannter Stuntman. Er eifert seinem verstorbenen Vater nach, der als Stuntman für Evel Knievel arbeitete und der beim Versuch, aus dessen Schatten zu springen, verunglückte. Rod hingegen ist wenig erfolgreich. Unterstützt von seiner Crew aus den zwei Freunden Rico und Dave, die sich für das Material verantwortlich zeigen, und seinem Halbbruder Kevin, der das Management übernimmt, vollführt er mit seinem Mofa die verschiedensten Sprünge, die aber meist danebengehen. 
Sein Alltag wird erschüttert, als er erfährt, dass sein Stiefvater Frank im Sterben liegt, da der Familie das Geld für eine Herztransplantation fehlt. Während die Familie traurig resigniert, will Rod nicht zulassen, dass Frank aus dem Leben scheidet, bevor er ihn endlich als Mann respektiert. Also beschließt er, mit einem Stunt die 50.000 Dollar aufzutreiben. In diesem Stunt will er Evel Knievel überbieten, indem er über 15 Schulbusse springt. Für die Organisation werden 5.000 Dollar benötigt, sodass Rod und seine Crew mitsamt seiner mittlerweile dazugestoßenen Jugendliebe Denise verschiedene kleine Auftritte auf Geburtstagen und ähnlichen Veranstaltungen absolvieren. Natürlich kommt es dabei zu vielen Pannen, die Kevin per Videokamera festhält.
Als er daraus einen Film schneidet, will Rod diesen öffentlich zeigen, um weiteres Geld einzunehmen. Die Vorführung läuft aber nicht wie geplant, denn Rod wird vom Publikum als Witzfigur und nicht als Stuntman wahrgenommen, worauf hin er den Projektor aus dem Fenster wirft. Dabei beschädigt er auch ein Auto, so dass die bis dahin gesammelten 5.000 Dollar wieder weg sind und der Sprung über die 15 Schulbusse in weite Ferne rückt. Zudem eröffnet seine Mutter dem aufgelösten Rod, dass sein Vater gar kein Stuntman war, sondern Verkäufer in einem Reifengeschäft und Evel Knievel sich als Gast in der Stadt mit ihm hat fotografieren lassen. Da dieses Foto alles ist, was Rod von seinem Vater hat, der seit seiner Kindheit Geschichten um seinen Vater spinnt, wollte seine Mutter ihm die Illusion nicht nehmen. Rod beschließt das Stuntmandasein zu beenden. Erst als Kevin ihm eröffnet, dass im Internet hochgeladene Clips aus dem Film über Rod mehr als 100.000 Aufrufe erhalten haben und eine lokale Radiostation das Event mit 15.000 Dollar sponsern will, besinnt sich Rod wieder seiner Leidenschaft und bereitet sich auf den Stunt vor. 
Am Tag der Entscheidung bekommt er ein Motorrad von Dave, eine Pyroshow von Rico, ein neues Kostüm von Kevin und einen Kuss von Denise, begibt sich auf die Rampe und springt. Er ist schnell genug, der Absprung gelingt, doch unterwegs lässt Rod das Motorrad los. Er landet verletzt auf der Landerampe, kommt aber zu sich und besteht drauf, nicht rausgetragen zu werden, sondern zu gehen, wenn auch gestützt. Unter dem Jubel des Publikums zeigt die Spendenanzeige auf 50.000 Dollar und Frank kann operiert werden. 
Am Ende des Films gelingt es Rod, Frank dazu zu bringen, ihn endlich als Mann und als Sohn anzuerkennen.

## Kritik
Andrea Niederfriniger schreibt im Portal Filmreporter.de, der Film sei eine „skurrile Sommerkomödie“. Auch Roger Ebert von der Chicago Sun-Times bewertet den Film positiv. Er findet den Film „lustig, weil er ehrlich ist“. Der Film profitiert von Sissy Spaceks Darstellung, die die Mutter „aufrecht, ohne Verbiegen, als wäre sie nicht in einer Komödie“, spielt.
Die Zeitschrift Cinema äußerte sich zurückhaltend: „Die Sketchparade pendelt zwischen ‚Napoleon Dynamite‘ und ‚Jackass‘ und ist stellenweise wirklich witzig. Leider läuft der Gag-Tank trotz 80er-Jahre-Parodien schnell leer.“
Das Magazin Rolling Stone hebt die „Gabe für visuelle Gags“ des Produktionsteams hervor. Allerdings war das auch der einzig positive Punkt. Sissy Spacek und Ian McShane sind „unterbeschäftigt“ bzw. „überqualifiziert“, manche Witze werden so oft wiederholt, dass der Humor „verdampft.“
Die Zeitschrift Variety ist hingegen vom Film nicht sehr angetan. Zwar sorge der Film für einige Lacher, den Charakteren werde nur sehr wenig Aufmerksamkeit geschenkt.
Peter Hartlaub vom San Francisco Chronicle findet, der Film ist eine „außergewöhnlich dumme Komödie“.
Auch S. James Snyder von der Tageszeitung The New York Sun bezeichnet die Produktion als eine „dünne, hirnlose Komödie, die den Anschein eines fünfminütigen YouTube-Clips macht, der auf 80 Minuten aufgebläht wurde“.